# 라이언 테일러
라이언 앤서니 테일러(Ryan Anthony Taylor, 1984년 8월 19일 ~ )는 잉글랜드의 축구 선수이다. 현재 플리트우드 타운에서 풀백, 미드필더로 뛰고 있다.

## 수상 경력

### 클럽
뉴캐슬 유나이티드
- 풋볼 리그 챔피언십: 2009-10

### 개인
- PFA 리그 1 올해의 팀: 2004-05